# پیتر اسپیرینگ
پیتر اسپیرینگ (انگلیسی: Peter Spiring؛ زادهٔ ۱۳ دسامبر ۱۹۵۰) بازیکن فوتبال اهل بریتانیا است.
از باشگاه‌هایی که در آن بازی کرده‌است می‌توان به باشگاه فوتبال بریستول سیتی، باشگاه فوتبال لوتون تاون، و باشگاه فوتبال لیورپول اشاره کرد.